# Вулиця Михайла Старицького (Сміла)
Вулиця Михайла Старицького — вулиця у місті Сміла Черкаської області.

## Розташування
Розпочинається від Тясминського провулку в місті перетину з вулицею Ростовською, прямує на південний схід, після перетину з вулицею Семена Морочковського повертає на схід і закінчується перехрестям з вулицею Сунковською.
На відрізку від Ростовської до Семена Морочковського вулиця є межею Єврейського цвинтаря.
Довжина вулиці — 450 метрів.

## Історія
За радянських часів носила назву на честь російського революціонера Миколи Баумана. Перейменована в лютому 2016 року розпорядженням Смілянського міського голови через невідповідність вимогам декомунізаційного законодавства України.